# Peel, Western Australia
Peel är en region i sydvästra Western Australia, belägen vid kusten omkring 75 km söder om Perth. Omkring 2/3 av befolkningen bor i staden Mandurah. Viktigaste näringsgren är gruv- och metallindustri, där fyndigheter av guld och bauxit är de viktigaste. Även jordbruk, och hästuppfödning är av betydelse. Tidigare fanns även en omfattande träindustri, men den har på senare tid drabbats av tillbakagång.
Regionen omfattar fem lokala förvaltningsområden:
- Mandurah
- Boddington
- Murray
- Serpentine-Jarrahdale
- Waroona